# Ambarikorano
Ambarikorano oder Ambariokorano ist eine Stadt und eine Gemeinde im Norden der afrikanischen Insel Madagaskar. Sie gehört zum Distrikt Mandritsara, der Teil der Region Sofia in der (alten) Provinz Mahajanga (Majunga) ist.
In der Stadt, die auf einer Höhe von 356 m liegt, lebten im Jahr 2001 9000 Einwohner.

## Söhne und Töchter
- Philibert Tsiranana (1912–1978), von 1960 bis 1972 Präsident Madagaskars
- Norbert Zafimahova (1913–1974), madagassischer Politiker